# Paragonimus amazonicus
Paragonimus amazonicus es un platelminto parásito encontrado en marsupiales y un cangrejo, en la provincia de Leoncio Prado de la Amazonia, en el Perú.
Se caracteriza porque el cuerpo de la duela es muy alargado con respecto al de otras de su género. Las duelas adultas miden entre 17 y 28 mm de largo por 3,5 a 5,2 mm. Huevos de 90 por 48 µ.